# Lambert Simnel
Lambert Simnel (ur. ok. 1477, zm. ok. 1525) − oszust podający się za królewicza Ryszarda, księcia Yorku i Edwarda, earla Warwick, pretendent do tronu Anglii.
Jego pochodzenie nie jest znane. Około dziesiątego roku życia został przygarnięty przez księdza Symondsa, który zaczął szkolić go w dworskich manierach i etykiecie, mając nadzieję na wykreowania nowego władcy. Ze względu na duże podobieństwo między Simmelem i zamordowanym synem Edwarda IV, Ryszardem, Symonds ogłosił Simnela ocalałym księciem. Gdy pojawiły się plotki o śmieci earla Warwick, Symonds ogłosił Simnela za zbiegłego przed prześladowcami earla, który także pretendował do tronu. Symonds poniósł jednak klęskę w starciu z armią królewską pod Stoke Field. Symonds został skazany na dożywotnie więzienie, zaś Simnela król ułaskawił i ofiarował mu pracę w królewskiej kuchni.